# ポポロクロイス物語の登場人物
ポポロクロイス物語の登場人物（ポポロクロイスものがたりのとうじょうじんぶつ）は、田森庸介の漫画『ポポロクロイス物語』シリーズの登場人物について記述する。
各タイトル略号
- 「I」=ゲーム『ポポロクロイス物語』
- 「ロ」=ゲーム『ポポローグ』
- 「II」=ゲーム『ポポロクロイス物語II』
- 「ピ」＝ゲーム『ポポロクロイス物語 ピエトロ王子の冒険』
- 「は」=ゲーム『ポポロクロイス はじまりの冒険』
- 「月」=ゲーム『ポポロクロイス 月の掟の冒険』
- 「牧」=ゲーム『ポポロクロイス牧場物語』※ピエトロ、ナルシアのみボイス切替可（原作（II） / 新規のどちらか）
- 「98」=アニメ『ポポロクロイス物語』
- 「03」=アニメ『ポポロクロイス』
- 「ナ」=ゲーム『ポポロクロイス物語 〜ナルシアの涙と妖精の笛』

## メインキャラクター

### ピエトロ王子世代
ピエトロ・パカプカ
声：高山みなみ（I・ロ）→折笠愛（98・II・ピ・牧・ナ）、坂本真綾（牧）→大塚明夫（は・月・03）
登場作品と年齢：『I』（10歳）、『98』、『ロ』（12歳）、『II』（12→15歳）、『ピ』（10→12→15歳）、『牧』（13歳）、『ナ』（18歳）、『は・月・03』（30歳）
AP485年生まれ。ポポロクロイス王国の王子。
正義感が強く、好奇心旺盛。のんびりした性格で、だまされやすい（明らかに本人と顔または声が違う変装でごまかされるなど）。間違っていると思ったら、危険をかえりみずそれを正そうとする。勉強よりも体を動かす方が大好きで、いつも勉強をサボっては城を抜け出す問題児でもある。趣味は旅先でのお土産集め。泣き虫で落ち込みやすい所もあったが、物語を通じてさまざまな試練を乗り越え、人間的に強く成長していく。
人間族であるパウロと竜族であるサニアを両親に持つハーフで、竜に変身することもできる。冒険の途中で出会ったナルシアに次第に好意を寄せるようになり、17代国王に即位した後に結婚する。国王になってもお土産を集める癖は残っており、冒険を始めたピノンがコレクションを増やしてくれることを期待している。
ナルシアの正体についてはギルダから知らされたが想いは変わることは無く、『II』のエンディングにてプロポーズした。
レムリア大陸を封じた時に大神ユリウスと邂逅し、願いを言われ、願いを言った。願った内容については不明だが、ナルシアやサニアが復活している。
スマホゲーム『ナルシアの涙と妖精の笛』では18歳の青年に成長して登場。シリーズ初のショートヘア姿となっている。
ナルシア
声：三石琴乃（I）→白鳥由里（98・II・牧・ナ）、川澄綾子（牧）→川村万梨阿（は・月・03）
登場作品と年齢：『I』（11歳）、『98』、『ロ』（13歳）、『II』（13→16歳）、『ピ』（11→13→16歳）、『牧』（14歳）、『ナ』（19歳）、『は・月・03』（31歳）
AP484年生まれ。二股のとんがり帽子がトレードマークの、フローネルの森に住む「森の魔女」。ギルダ曰く、「ナルシア」とは「碧い湖の妖精」という意味があるという。
ただし、魔法は修行中の身のため、失敗して姉のギルダにいつも怒られている。とても気持ちの優しい少女だが、少し引込み思案で積極的になれない。ピエトロの1つ年上でお姉さん的な役回りをし、ピエトロの冒険を支え続ける。冒険を通してピエトロのことが好きになっていくが、なかなかそのことを切り出せず、やきもきした日々を送る。『II』では、とんがり帽子に隠された出生の秘密が明かされる。なお、父親に関する未発表のエピソードがあるとのことである（原作者談）。
「ポポローグ」では夢幻世界の影響で魔力が低下したという理由で仲間にすることができない。
はじまりの冒険以後は、ポポロクロイス王国の王妃として、またピノンの優しい母親として登場する。なお、王妃になってからはとんがり帽子を脱いでいるが、問題の部分はうまく隠している。
『II』ではレムリア大陸を封じた時に海水に触れ、月の掟により泡になるが大神ユリウスにより復活した。
スマホゲーム『ナルシアの涙と妖精の笛』では19歳に成長して登場。正式にピエトロの婚約者となっている。胸元が開いた服にミニスカートと、過去シリーズでは珍しい、肌を見せる衣装を着ている。ピエトロを愛し支える姿は変わらないが、再会したジルバに誘惑されて戸惑うピエトロを見て露骨に不機嫌になり、嫌味を言うなど、これまでとは違う言動を見せている。
白騎士（しろきし）
声：池田秀一（I）、江原正士（「98」以降）
登場作品と年齢：『I』（32歳）、『98』、『ロ』（34歳）、『II』（37歳）、『ピ』（32歳→37歳）、『牧』（35歳）、『ナ』（40歳）
AP463年生まれ。白い鎧に身を包んだ謎の騎士。本名はポロス・ノイシュタイン。闇の勢力によって滅ぼされた騎士の王国アヴァロニア王家の末裔で伝説の騎士・キングナイトの使っていた剣を探し求め、世界中を旅して回っている。
正義をこよなく愛し、騎士道精神に溢れ、悪と曲がったことが大嫌いである。基本的に他者への敬称は「〜殿」とつけ、ござる口調で話す。大地の精霊の力による怪力を持ち、その怪力が冒険の役に立つこともしばしば。ただし、塩水をかけられると鎧が錆びてしまい、ひどい時には全く動けなくなってしまうという弱点がある。また、普段の勇敢さとは裏腹に高所恐怖症やオバケが苦手といった一面も持つ。臆病者呼ばわりされると怒るが、苦手なものに関しては苦手であるとあっさり白状する（特に高所恐怖症に関しては泣き出すことも）。勇敢さなどが災いして、単身敵地へ戦いに赴くも捕らわれたりアクシデントに見舞われることが度々あり、その度にピエトロに助けられている。
風呂に入っているときもなぜか鎧を脱がない（原作者の田森によれば、鎧が呪われていて脱げないとのことである）。なお、原作者によると月が出ている間は鎧を脱ぐことができるらしい。
ピエトロの兄貴分で、よき理解者。ゲームには登場しないが、原作の漫画やアニメなどでは流星号という愛馬も登場する。『II』で共に戦ったレオナとの間にマルコをもうける（16歳差の年の差カップルである）。
ガミガミ魔王（ガミガミまおう）
声：大塚明夫（I・II・03・月・牧・ナ）、古田新太（98）
登場作品と年齢：『I』（40歳）、『98』、『ロ』（42歳）、『II』（42→45歳）、『ピ』（40→42→45歳）、『牧』（43歳）、『ナ』（48歳）、『は・月・03』（60歳）
AP455年生まれ、ブリオニア王国出身。発明とお宝が大好きで、男のロマンを追い求め世界征服を夢見る、自称悪の魔王。
ただ、人情に厚くて今一つ悪役になりきれず、結局はピエトロやピノンの冒険を手伝ってしまう。「ガミガミ魔王城」なる城を構え、「ガミガミシティ」と名付けた城下町には自分の造ったロボットを住まわせている。かなりの自信家で楽天家。また、たった1人でたくさんのロボットを造り、何度壊されてもその度に自分の城や城下町を造るなど、相当の努力家である。パウロから知恵の王冠を盗み出した張本人だったため、ある意味ピエトロが旅立つきっかけを作った人物と言える（知恵の王冠をめぐる話は、PSP版『ピエトロ王子の冒険』ではカットされている）。『I』『ポポローグ』『ピエトロ王子の冒険』の闇の獅子王編では鎧が青色だったが『II』以降では赤色に変更になった。
脱出する時に失敗し火だるまになった時にナルシアに助けてもらって以来（実際に助けたのは白騎士だが、助けるように白騎士に言ったのはナルシア）、ナルシアに惚れている。パウロと同い年で、『ポポローグ』ではパウロがまだ少年の頃にガミガミもいたと思われる場面が登場する。ピエトロのことを「バカ王子」と呼び、何かにつけて敵対視したがる。ピノンはそのピエトロの息子のため、微妙な感情を持っているが、ナルシアの息子でもあるということで手を貸してくれ、段々と可愛がるように。
アニメ版『ポポロクロイス』では両親を亡くしたコゴト･プンプン兄妹を養子に迎え、良き父親として男手一つで子育てをしており、性格も大分丸くなっている様子。しかしナルシアへのラブレターを頻繁にロボに届けさせている模様。口癖は「百億年早ーい!」「俺様がいれば百億人力だ!」など（両方ともゲーム中では百億は数字になっている）。
敵として戦う時は決まって巨大なロボットに乗って現れる。戦闘に負けると「男のロマン」として城を爆破させる自爆スイッチを押してしまい、主人公たちは近くの四畳半に備え付けられたダストシュートから脱出するはめになる。一方、当のガミガミ本人は脱出ポッドで魔王城から脱出を図るが、毎回脱出に失敗し、不時着したところを主人公たちに助けられてしまう。これらはシリーズを通して一種のパターンとなっている。
場を和ませるギャグ的な役回りの多いキャラクターだが、男気があり憎めない人物像に人気が高い。また、史上初両世代で仲間になるキャラクターである。
前日譚である小説『ポポロクロニクル』にも登場。古代機械に通じる天才的な機械工学の知識とガミガミ魔王城に保管してあったタイムカプセルのような揺り籠があることから古代レムリア王国の生き残りであることが示唆されている。
カイ
声：三石琴乃（I）→白鳥由里（「98」以降）
登場作品：『I』、『98』、『II』、『ピ』、『ナ』
ナルシアの友人として登場する、変身能力を持った謎の少女。ナルシアとは逆の活発で男勝りな性格をしていて、白騎士やガミガミ魔王を「おじさん」呼ばわりする。「黄金の鍵」の変身能力を使った格闘術を得意とする。ピエトロの冒険をサポートするため、ナルシアの代わりにやってくる。
その正体は、海水に触れることのできないナルシアが黄金の鍵で人間に変身した姿。初めてカイに変身した当時は、正体を見破られてはならないという掟のためピエトロにも正体を隠していたが、やがてそれを克服し、以降は堂々と人前で変身するようになる。しかしそれでも人前で変身するのは恥ずかしいらしい。この姿になったときはあくまでも「カイ」と呼ばれている。ナルシアがカイの姿に変身したのは何か理由があるようだが、それは明らかにされていない。
カイの性格は、物静かで大人しく、思ったことをなかなか口にできないナルシアが無意識のうちに抱いていた憧れが投影されたものだとされている。
レオナ
声：根谷美智子
登場作品と年齢：『II・ピ』（21歳）、『ナ』（24歳）、『は・月・03』（36歳）
AP479年生まれ。妖精の森の近く、雪深い北の山に父親と2人で住む女性で、弓矢の達人。母親はレオナを産んですぐに亡くなった。自然とともに生きる生活をしており、動物と話ができる特別な能力を持っている。ゲーム中においても実際にレオナを連れて動物に話しかけると翻訳してくれる。
ズールやガープと対峙した際に黒豹（日本語版のゲーム中では「黒ライオン」と表現されている）に姿を変えられ、ズールサーカス団の出し物にされていたがコトリコ島で監禁されている所をピエトロに救出された。それ以降ピエトロたちと行動を共にするようになり、冒険を強力にサポートしてくれる。元々男勝りな性格だが、酔うとさらにけんかっ早くなる。『II』で出会った白騎士を異性として意識するようになり、のちに2人の間にマルコが誕生する。
『はじまりの冒険』以降ではフローネルの森に住処を変え、厳しくも優しい、マルコの良き母親として登場する。度々ポポロクロイス城を訪れていたようで、ピノンとは面識があった。
ジルバ
声：かないみか
登場作品と年齢：『II・ピ』（14歳）『ナ』（17歳）
AP486年生まれ。ポポロクロイス王国と友好関係にあるロマーナ王国の王女。舞踊を応用した格闘術や回復術の使い手で攻撃力と素早さが非常に高いが防御力が低いのが弱点、また運も低いためクリティカルを受けやすくステータス以上に苦戦を強いられる。
父親に溺愛されて育ったためか精神的に幼く、非常にわがままな性格をしている。思い込みが強く攻撃的になることも多いが、仲間に対しては優しい一面も見せる。自分の母親に対してだけは、世界で唯一逆らうことができない。ガミガミ魔王にさらわれた時にピエトロに助けられて一目ぼれしてしまい、それ以降はナルシアを一方的にライバル視し、積極的にアプローチをかけてくる。自分をさらったガミガミ魔王とは犬猿の仲。ひとつのことが気になると他のことが見えなくなり、常軌を逸した発言も。お風呂が大好きなようである。
鬼面童子（きめんどうじ）
声：若本規夫（II・ピ）、杉田智和（ナ）
登場作品と年齢：『II』（34歳）、『ピ』（31→34歳）、『ナ』（37歳）
AP466年生まれ。全身を鎧で包み、素顔を見せない日の国出身の武士。日本刀を武器に強力な技を繰り出す頼もしい存在だが、犬が苦手という一面を持つ。守り神である水龍が死んだことで天変地異に襲われてしまった日の国を救うため、代わりとなる龍を探す旅をしている途中でピエトロたちと出会い、少しの間旅を共にする。後に日の国に戻るが、代わりの龍を見つけられなかったことで殿の怒りを買い、牢に入れられてしまう。その後日の国を訪れたピエトロによって解放され、再び旅に同行してくれるようになる。
日の国を襲った天変地異により妻子を失ってしまった過去を持つ。同じ不幸を二度と起こさないという決意を鬼面に秘めている。
実は妻子は生きており、エンディングにて再会する。
ガボ
声：高木渉（II・ピ）、磯部巧幸（ナ）
登場作品：『II・ピ』（0歳）、『ナ』（3歳）
竜の巣の卵から生まれた、大地の竜ウルスラの子供。生まれて初めて見た者が白騎士だったため、白騎士を親だと思い慕っている。一見すると眉毛の立派なただの子竜だが、その正体は、かつてバルバランを封印する際に戦った古の勇者たちのリーダーが転生したもの。ゲーム後半では、古の勇者たちとの戦いに勝つことで強力な特技を使えるようになる。
白騎士を親と思ってはいるが本当の親は大地の竜であることを理解している模様。
ニノ
声：関智一
登場作品：『牧』
ルーの兄。気が強く、口も悪いが何かとピエトロのことを気にかけてくれる。武器は拳。
実はルーとは血の繋がりがなく、本当の出自はガラリランド城の親衛隊長の息子で、コルダン町長ベルクの甥。ガラリランドを襲った異変の際、父の手によってルーと共に逃がされるが父は力尽き、以降はルーと二人で森の中で暮らしていた。
ルー
声：保志総一朗
登場作品：『牧』
ニノの弟。大人しい性格で身体も弱いが、野菜作りが大好きで、得意料理はカブのスープ。武器はスリング。
彼の正体はガラリス王家の一員で、異変後行方不明となっていたガラリランド国王の息子・ルーファス王子。王家に伝わる「ひかりのゆび」の力を持っており、兄弟の暮らしていた場所が黒獣に汚染された土地でありながら、野菜の収穫ができていたのはそのため。

### ピノン世代
ピノン・パカプカ
声：南央美
登場作品と年齢：『は・月・03』（8歳）
AP507年生まれ。ピエトロとナルシアの一人息子。ピエトロとは逆に勉強好きで体を動かすことが嫌い。性格は内向的でかなりのんびりしているが、友達を大切にする思いは強い。ほとんどを城の中で過ごしてきたためか、世間知らずで怖いもの知らず。人間族だけでなく妖精族、竜族の血も流れているが、その力はいまだに覚醒していない。しかし、その血のおかげで、風・水・炎系の魔法をバランスよく使え、竜の剣を使うこともでき、精霊を見る力を持っている。また、月の掟を無効化できる。
アニメ版では、城下町にある学校に通っているのだが、いつもサボって城にこもり、独学でさまざまな本を読み漁っている。ピエトロ国王の息子という目で見られることにコンプレックスを持っており、冒険を通じてコンプレックスを克服していく。ルナに好意を抱いている。
ルナ
声：半場友恵
登場作品と年齢：『は・月・03』（8歳）
AP507年生まれ。ピノンが海岸で出会った少女。ピノンよりは精神年齢が高いようで、お姉さん的存在になる。海のことはとても詳しいが、なぜか地上のことは何も知らないという不思議な存在。水系の魔法を得意とする。
その正体は、かつてナルシアが海へ投げ捨てた「黄金の鍵」を拾って人間の姿に変身した海の妖精で、本来は長い尾びれと尖った耳を持った人魚のような姿をしている。海の妖精王・セレーネの娘でマリーナ城の王女であり、城の家来たちからは「ルナ様」と呼ばれている。昔から陸に憧れていて、人間の姿になった所でピノンと出会い友達になる。幼い頃に一度、海で溺れたピノンを救出している。
『はじまりの冒険』の終盤で「黄金の鍵」を失い陸に上がれなくなったが、『月の掟の冒険』で再び「黄金の鍵」を手に入れ、陸に上がれるようになる。ピノンとは仲がよく大体行動が似ている。また、ピノンに特別な感情を抱いている。マルコに対してはけっこう厳しい。
アニメ最終回では、母の後を継いで立派な海の妖精王になる決意を固め、エピローグではマリーナ城の玉座に座って家来を従えている場面がみられる。
フルネームはルナテュレース・ワントリンク。
マルコ
声：高木渉
登場作品と年齢：『は・月・03』（9歳）
AP506年生まれ。ピノンがタキネン村で出会った（アニメではポポロクロイスの城下町）、フローネルの森に住む少年。わがままで頑固な性格。レオナの息子で、母親のことをとても恐れているが本当は大好き。正義感に溢れ、この歳にしては力が強い。ただし、極度の方向音痴という弱点を持つ。ルナのことが好きらしい。また、人参が嫌い。ひそかに自分を題材にした歌を歌うことがある。武器は斧。
パプー
声：大谷育江
登場作品：『は・月・03』
龍の祠の奥で出会う、ピノンの生まれて初めての友だち。「ぱぷー」という鳴き声からピノンが名付けた。ゲームでは割としっかりしているが、アニメではわがままな性格である。冒険の途中でピノンたちにアドバイスをすることがある。精霊の空間「ファントネシア」にいる時や、アニメのみ月の掟が解除されている間は言葉を喋ることができる。また、風の精霊や炎の精霊から食べられるといわれて傷ついていた。正体は、全ての精霊を見張る役目を持つ月の精霊だが、ヤズムとの対決後に月の精霊の力を失った。
ナルシアは初めてパプーと会った時に正体に気づいた。
モンバ
声：ゆきじ
登場作品：『月・03』
エレナ率いるダカート号の船員。クロコネシア島の出身でワニのような姿をしている。ピノンたちと出会う前はダカート号の船員の中の一番下っ端で、ダカート号に乗ったばかりのピノンたちには偉そうな態度を取っていた。海の神殿を守る役目を持っており、伝説の船レムナスの船長になるために歴代船長の試練を受ける。モンバの先祖であるシンバとの戦いの最中、クロコネシア人だけが使える雄叫びを覚え、シンバに船長になることを認められる。音痴で、ルナが笛で演奏していた曲をひどい声で歌ったり、ハーピエルの歌声をただの声だと思ったりしているが、そのおかげでハーピエルの歌声で倒れずに済んだ。武器は銛。
エレナ・パカプカ
声：間宮くるみ（II・牧）、指出毬亜（ナ）→皆口裕子（月・03）
登場作品と年齢：『II』『ピ』（0→3歳）、『牧』（1歳）、『ナ』（6歳）、『は・月・03』（18歳）
AP497年生まれ。ピエトロの12歳年下の妹。ピエトロのことが誰よりも大好きで、いつもピエトロにくっついている。幼少期の一人称は「エレ」。
『II』で初めて登場したときは可愛らしい3歳の女の子だったが、のちに活発な女性へと成長し、ピノン編で再び登場する。一人称は「私」で、兄同様に勉強よりも体を動かす方が大好き。ピエトロの結婚後、フライヤーヨットに乗って単身海へ出た。海賊の船が襲われたところを救ったため、ボスと呼ばれるようになったが、彼女がボスになった後は海賊を廃業させている。ピノンにとっては叔母だが、叔母さんと呼ばれることを快く思っておらず、そのたびに「お姉さん」と言い直させている。戦うときはレイピアを使う。
月の掟の冒険のエンディングで不思議な力を持つ「バファンの剣」を探していることが明らかになる。
牧場物語では「王女」名義で、まだ上手く喋れないほど幼い。

## ポポロクロイス城
パウロ・パカプカ
声：槐柳二（I・ロ）→巻島直樹（98）→西村知道（II・ピ・牧） / 高山みなみ（少年時代〈ロ〉）→山岸功（青年時代〈ピ〉）
登場作品と年齢：『I』（40歳）、『98』、『ロ』（42歳）、『II』（42→45歳）、『ピ』（40→42→45歳）、『牧』、『ナ』（48歳）
AP455年生まれ。ピエトロの父親でポポロクロイス王国の第16代国王。かつては獅子王と呼ばれたほど勇猛な人物で、ポポローグではその強さを確認することができる。頭には国王の象徴として知恵の王冠をかぶっている。息子に対して厳しくも限りない愛情を注ぐ優しい父親。ピエトロが冒険に出るたびに、いつも無茶をしないかと心配している。ピエトロの父にしては老けすぎに見えるが、それは目覚めぬ妻サニアを心配するあまりの心労の結果である。少年時代は乱暴で自分勝手な性格をしていて、両親をはじめとした周りの人たちも世話に手を焼いていたようである。
王位継承の儀式中に誤って夢幻魔王イドを復活させてしまい、事の重大性により次期国王としての自覚が目覚める。『ポポローグ』ではイドが活動を開始し、ポポロクロイス王国にまで魔の手がのびたため、自分自身で事件の決着を付けるべくピエトロを残して一人旅に出る。イドのもとまで単身乗り込むなど獅子王としての腕前は健在なようである。ピエトロの王位継承後は、サニアと共に彼女の故郷である竜の国におもむき、修行の日々を送っている。
サニア・パカプカ
声：堂ノ脇恭子（98・ナ）→佐久間レイ（II・ピ・牧）
登場作品：『I』、『98』、『ロ』、『II』、『ピ』、『牧』、『ナ』
ピエトロの母親でポポロクロイス王国の王妃。その正体は竜族の長・老竜神の娘で、本来は美しい白竜の姿をしている。ピエトロが産まれて間もない頃、王国へ攻めてきた氷の魔王と戦い、その魂を闇の世界へ送り込むも、自身の魂もそこに囚われてしまった。このことを伏せるため、ピエトロには、ピエトロが生まれた直後に亡くなったと伝えられていた。後にピエトロによって救い出されるが、それまでは氷の魔王が復活しないよう、自身の魂を結界にして闇の世界でずっと戦い続けていた。とても優しいが芯の通った性格で、ピエトロの冒険を心配しながらも厚い信頼を寄せている。父である老竜神に勘当されてまでパウロと一緒になるなど、情熱的な一面もある。
牧場物語では「王妃」名義。
ドン&ゴン
声：ドン：室園丈裕（I）→大平泉（98）→立木文彦（ロ）→高木渉（II･03）→中村悠一（ナ）
ゴン：室園丈裕（I）→梅田貴公美（98）→松本保典（ロ）→大西健晴（II・03・月）→杉田智和（ナ）
登場作品と年齢：『I』（19歳）、『98』、『ロ』（21歳）、『II』（21歳→24歳）、『ピ』（19→21歳→24歳）、『ナ』（27歳）、『は・月・03』（39歳）
2人ともAP476年生まれ。ポポロクロイス城の兵士で、「城で一番若く元気がある」という理由で『I』と『II』の序盤では仲間のいないピエトロの供として冒険に同行する。ドンは「ガーン」が口癖で、やや強気の性格。ゴンは比較的冷静な性格。二人とも自分より格上の相手だと判断するや否や、ピエトロを置いて離脱するなど本質的には非常に臆病。『II』では成長し、同じ状況でも逃げ出さなくなっている。『はじまりの冒険』以降は兵士長に昇進していて、ピノンに剣の稽古をつけている。
『ポポローグ』では隠しキャラクターとして登場し、キャラクター固有ではない魔法や必殺技を全部覚えることができ、ほとんどの武器を装備できる。『I』と『II』は二人の覚える技が違う。『ピエトロ王子の冒険』では終盤でも仲間にできる。
『ナルシアの涙と妖精の笛』ではドンはココ・ドンペリオ、ゴンはトト・ゴンザレスと新たにフルネームが設定された。
大臣モーム
声：菅原淳一（98）→塩屋浩三（II・牧）→金子由之（03）
登場作品：『I』、『98』、『ロ』、『II』、『ピ』、『牧』、『ナ』、『は・月・03』
ポポロクロイス王国の大臣。ピエトロやエレナの教育係であり、お目付け役でもある。心配症。ピノン世代では現役を引退しているが、相談役・大臣として登場する。実は頭が薄いことを気にしている。
牧場物語では「大臣」名義。
マッター将軍
声：石川和之（II）
登場作品：『I』、『ロ』、『II』、『ピ』
ピエトロが王子時代の兵士長。妻子持ち。ポポロクロイスの軍を指揮する立場にあるが、争うことを苦手とし、話し合えばいずれは平和が訪れると考える平和主義者。『ポポローグ』では自ら兵を引き連れ夢幻世界の調査に赴くが魔物に囲まれて逃げ損ない、捕まってしまう。それでも優秀な智将という設定のある人物である。
占い師シター
登場作品：『I』、『ロ』、『II』、『ピ』
ポポロクロイス王国の占い師で、ピエトロの教育係。魔法に詳しく、王国の中でも重臣の一人である。日々水晶玉を覗いて、そこに映る王国の未来を見つめている。ゲーム中では冒険のアドバイザー的役割ももつ。
キララ
声：大谷育江（は・ナ）
登場作品：『I』、『II』、『ピ』、『ナ』、『は』
大臣モームの娘で、シターの弟子。まだ魔法使いとしては見習いで、ピエトロに対して魔法を唱えては失敗している。『はじまりの冒険』では一人前になり、彼女を慕っている子供がいる。
ゴメル
声：速水奨
登場作品：『牧』
ポポロクロイスの兵士。語尾に「っす」をつける。兄貴肌で少し口が軽いが、ピエトロとは仲が良い。実はガラリランドのコルダンの町出身で、アンナの兄だったが、グリフォトの一味に唆され、ピエトロや町の人々を裏切ってしまう。

## サブキャラクター

### 共通
ギルダ
声：野沢雅子（ロ・牧）→北村岳子（98）→真山亜子（IIでは水原リン名義）（II・月・03）
登場作品：『I』、『98』、『ロ』、『II』、『ピ』、『牧』、『ナ』、『月・03』
ナルシアとともにフローネルの森に住む「森の魔女」で、ナルシアの姉。フローネルの森を守る役目を持つ。ナルシアとは逆に相手が傷つくようなことも平気で言う人。ただし、それは相手への思いやりの裏返しであり、実際「人間は嫌い」という素振りを見せながらも、ピエトロの冒険を陰で支え続けている。『ポポローグ』では若きギルダの姿を確認できる。また、ナルシアの出生について知っている数少ない人物。『はじまりの冒険』以降はレオナ一家に自分の家を譲り、自分はかけあしの泉の奥で暮らしている。毎回、最初に訪れる時にレッサーデーモンで実力を試してくる。
1作目のアニメでは見事な歌を披露しているが、2作目のアニメでは一転して音痴という設定になっている。
サボー
声：大川透（I）→麦人（II・は・月）、岩崎ひろし（03・ピ）、田中秀幸（牧）
登場作品：『I』、『ロ』、『II』、『ピ』、『牧』、『ナ』、『は・月・03』
ブリオニア最後の住人。犬の獣人のような外見であるが、この世界ではれっきとした人間族。
バルの心臓の一件で、多くの人々が不老不死の力より自由を選ぶ中、ただ独り最期までブリオニアにいることを選び、不老不死により得た途方もない時間をかけて、そこに残された膨大な数の書物を読破していた。そのため、相当の博識。ブリオニアが墜落した以降は、ポポロクロイス城で暮らしながらピエトロたちの冒険をサポートする。
ブリオニア墜落直後は城の地下室で暮らしていたが、『ポポローグ』以降はサニアが眠っていた部屋を改造し自分の部屋にしている。『II』では城下町の小学校で先生を務め、『始まりの冒険』ではピノンの教育係もしている。
一作目では自身を「孤独を愛する」と称していたが、上記のような人付き合いが重要となる職を難なくこなしており、『II』では仔犬の世話をしていたり、ピノン（アニメ版ではウララにも）に何かと優しく気をかけたりと、面倒見の良さが窺える。
ナレーション
声：井上喜久子（I・牧）→内田りりこ（ロ）→川村万梨阿（II・ピ）→堂ノ脇恭子（ナ）

### ポポロクロイス物語
ヤン
登場作品：『I』、『II』、『ピ』
カナリシア村に住む魔法使い（PSP版では村が無く、ポポロクロイスとパーセラの間あたりに研究所がある）。発明家でもあり、ブリオニアがまだ空中に浮いていた頃は国王の援助を得てブリオニアに行くために人間大砲を製作していた。ピエトロもこの大砲制作を無理やり手伝わされることになる。『II』ではカナリシアのことを忘れて、ロマーナ城下町で研究している。
ナグロ
声：長島雄一（II）
登場作品：『I』、『II』、『ピ』
ゴドリフ鉱山で働いている鉱山労働者。優秀な鉱山労働者で仲間の信頼も厚い。鉱山がモンスターに乗っ取られた際に逃げ遅れ、途方に暮れていたところをピエトロと出会った。鉱山からモンスターを追い払うため、短い間だが共に戦ってくれる（PSP版では戦闘には加わらず、モンスターを追い払った後に救出して町に連れ帰るのみ）。別れる際、ピエトロに愛用のスコップと必殺技を託す。『II』ではパーセラに居を移し、ロマーナ鉄道の建設工事をしている。妻子がいる。息子は父の仕事を尊敬しているためか、同じ鉱山労働者の格好をしている。
ポストフ
登場作品：『I』、『II』、『ピ』
パーセラに住む「ポストフ造船ドック」の技術者。高い造船技術を持つ頑固な職人で、空飛ぶ船「フライヤーヨット」を製作する。一見ぶっきらぼうで取っ付きにくい人物だが、人情味に溢れる人物で、フライヤーヨットを完成させてからは度々ピエトロたちの冒険を手助けしてくれる。
パミィ
登場作品：『I』、『II』、『ピ』
流され島で出会う少女。船に乗って旅をしていたが、ピエトロ同様この島に流れ着いた。パーセラに戻るため自力で船を造って何とかして島から抜け出そうとするが、周りの人間が協力的でないためうまくいかないでいる。後にピエトロを探してたどりついたポストフらの助けを得て無事パーセラに戻り、『II』ではドックで働きながら観光船の受付をしている。ラルフという彼氏がいるが、『II』では仕事に熱中していたことが災いしてか、破局した。
PSP版では流され島のエピソードがカットされているため、ピエトロがブリオニアから戻って以後ポストフのドックに行くと普通に働いている（しかしパミィ自身や周囲の人間の台詞は変えられていないため、流され島のエピソード自体はあったことになっている様子）。
ラダック仙人
声 - 麦人（II)
登場作品：『I』、『II』、『ピ』
ポポロクロイスのはるか東にある剣の山に住む老人。超人的な神通力の持ち主であり、非常に博識。また、四天王を簡単に退けるなど、強力な力も持っている。闇の世界や神々の国に繋げる唯一の人物である。茶目っ気たっぷりなところがあり、時折仙人らしくない発言もする。
『ポポロクロニクル』で最強の騎士キングナイトを弟子に取っていたことが判明。キングナイトを鍛えた“剣神”とは彼のことである。

ジャンボ
声 - 若本規夫（II）
登場作品：『I』、『II』、『ピ』
ラダック仙人の弟子。見た目はがっちりしているが気が小さく、よくラダック仙人に怒られている。だが、人柄は良い。立ったまま寝ることができる。
永遠の番人
登場作品：『I』
ラダック仙人のいる剣の山と闇の世界の境を管理する人物。「闇の本」を持っている人間を闇の世界に案内している。「闇の本」を持っていない者には「永遠の番人の館」で試練を与え、それを乗り越えた人間だけ闇の世界に案内する。正体は、「永遠の番人の館」のエントランスに立っている少女である。PSP版では永遠の番人の館はカットされ、代わりにピエトロたちが闇の世界から出る際、「ゲートの番人」が登場する。
「永遠の番人の館」で買えるお土産「リトルガール」は彼女がモチーフとなっている。
マック
声：中嶋聡彦（I）→長嶝高士（II・ピ）
登場作品：『I』、『II』、『ピ』
闇の世界の案内役を務めているクジラ。闇の世界を訪れた者を闇の王ダーナのもとへ連れて行き、必要に応じて訪問者を目的地へ連れて行く。
ダーナ
登場作品：『I』、『ピ』
ダーナの神殿にいる、闇の世界の支配者。相手の心の中を直接覗くことができる。情に流されない人物で、闇の世界以外の世界には関心がないが、闇の世界の秩序を乱す者には容赦なく兵をさし向け、排除する。なお、神殿に配置されている兵士は全てダーナの分身である。神族であり大神ユリウスの姉。

### ポポローグ

#### 町の人々
スタビン男
トンクウのはずれにあるあやかしの洞窟入り口で出会う男。ピエトロとスタビンカードの完成を競おうと、一方的に勝負を挑んでくる。ピエトロの行く先々で遭遇するが、最後にはスタビンカードの完成に絶望し、ピエトロに後を託す。扱いはギャグキャラクターだが一般人が入れない場所とラストダンジョンを除くすべてのスタビンを見つける凄腕の冒険家である。
ライアン
水上交易都市トンクウにあるタイガーデパートの社長の息子。敵対関係にあるドラゴン商会の社長の娘、メグと恋仲でありお忍びの恋をしている。
メグ
ドラゴン商会の社長の娘。ライアンとの結婚を認められず、家出している。
スミス
水上交易都市トンクウに住む鍛冶屋。弟子であるハンスに鉱石を探索に行かせている。唯一「伝説の」系の武具を鍛えることができる人物。
ハンス
スミスの弟子。鉱石の探索に行くが道に迷ってしまう。後にスミスの下から独立し、失われた町でよろず屋を立ち上げる。
格闘場のオーナー
コロモック村の地下にあるモンスターの格闘場を運営するオーナー。村の住人には珍しく、フサフサ・カチコチどちらの民族でもない。井戸の水が枯れたことに端を発する両民族間の争いに頭を悩ませている。
ソシム
コロモック村で出会うフサフサ族の老人。周りからはへんくつジイさんと呼ばれている。かなりとっつきにくい性格。砂漠にあるピラミッドの扉を開けることのできる唯一の人物。呪文にはある秘密が隠されている。
人生相談オヤジ
ピラミッドから生還してきたところで出会う男。姓名判断を生業としていたが夢幻世界に飲み込まれてしまい、海底大回廊の一室に事務所を開く。場所が場所なせいか、客がほとんど来ないのが悩みの種。『II』にも登場する。
大富豪ゼニコビッチ
娯楽都市ガバスの最上階で贅沢に暮らす大富豪。妻バレッタと一人息子コゼニビッチがいる。一家そろって他人を完全に見下しており、相当歪んだ性格をしている。ひょんなことからピエトロに真実のリングを手渡し、それが後に思わぬ結果をもたらすことになる。没落後は家族ともどもボロボロだが、めげてはいない様子で再起を誓っている（特に妻）。
ルース
ガバスにいる囚人。かつてゼニコビッチに自分が大事にしている真実のリングをとられ、それを取り戻すために働いている。解放されて恋人ア・ミーンと再会しても、クリア後はなぜか囚人服を着ている。
オーナー
ガバスにある「グルメパレス」のオーナー。モンスターをコレクションするのが趣味で、モンスターを捕まえてきてくれた者にお礼として食事を振る舞ってくれる。お抱えの3人の料理人（中華料理人ガスコフ、和風料理人カブハチ、洋風料理人セイージ）が食事を作っている。
博士
ピエトロが夢の中で訪れる町、ムーンスターで出会う人物。夢について日夜研究をしていて、人々からは「博士」と呼ばれている。自らの持論をピエトロに説いてくれる。
バスカル
大昔、王家の洞窟で夢幻魔王イドを夢の鏡に封印した大魔法使い。

#### 傭兵
ダイソン
声：立木文彦
登場作品：『ロ』、『ナ』
初めに連れて行くことができる傭兵の一人。タキネンの薪割りおじさんの代わりにまきを割っていたところに出会う。他人の気配りができ礼儀正しい。剣やグローブも装備できるが、得意武器は斧。傭兵仲間のラウラが気になっている様子。
メル
声：こおろぎさとみ
登場作品：『ロ』、『ナ』
初めに連れて行くことができる傭兵の一人。白い小動物のような獣人。回復系を主体としている。ピエトロと最初に出会うときも動物に回復魔法をかける優しいところを見せている。武器は杖。得意な魔法は聖系や回復、補助魔法。少し天然系なところがある。
ロビン
声：関俊彦
登場作品：『ロ』、『ナ』
新ガミガミ魔王城の前で、ピエトロをイノシシと間違えて弓を射た狩人の青年。得意武器は弓だが剣も装備できる。
ドグマ
声：石森達幸
登場作品：『ロ』
商業都市トンクウの踊り子の楽屋で出会う元僧侶。老人ながら女好き。だが、攻撃魔法のエキスパートで闇系最強魔法を使えるだけでなく、数少ない呪魔法も使うことができる。武器は杖。
レパルド
声：屋良有作
登場作品：『ロ』、『ナ』
トンクウで出会う豹の獣人。伝説の武器や防具を身に付けている勇者を求め旅をしている。武器は槍も使用できるが得意武器は剣。特技だけではなく魔法も使いこなせる万能戦士。
ミーシャ
声：二又一成
登場作品：『ロ』、『ナ』
レパルドと共に旅をしている猿の獣人。力は弱いが動きが素早い。得意武器は剣で弓やグローブも装備できる。
ザッパ
声：郷里大輔(ロ) → 小山剛志(ナ)
登場作品：『ロ』、『ナ』
コロモックで出会う傭兵。見た目は大柄のカバのように見えるがドラゴン。のんびりした性格。力自慢で武器はハンマー。
ミルト
声：氷上恭子
登場作品：『ロ』
いたずら好きの妖精の双子の妹。大十字路で自分の兄クルトを探しているところに出会う。兄クルトと再会した後雇うことができる。回復魔法や補助魔法、地系の魔法が得意。武器は杖。
クルト
声：山口勝平
登場作品：『ロ』
いたずら好きの妖精の双子の兄。憎悪のミーソスにいたずらしたことでピラミッドに閉じこめられていた。解放後に雇えるようになる。妹ミルトとは反対に攻撃魔法主体で氷系と聖系の最強魔法を使える。武器は杖。
ボリス
声：子安武人
登場作品：『ロ』
記憶喪失になった王子。猫屋敷で猫を見ながら何かを思い出している。実は天空城の王子で、現在の城主、怠惰のアルゴスに敗北して追い出された経歴がある。得意武器は剣だが杖も装備できる。また雷と風の最強魔法も唱えることができる万能戦士。
ラウラ
声：勝生真沙子
登場作品：『ロ』
娯楽都市ガバスでピエトロからスリを働いた女性。父親は盗賊団のボス。そのためか、盗みの特技が使える。得意武器の剣の他に弓も装備できる。
ムサシ
声：松本保典
登場作品：『ロ』、『II』
ガバスで出会う忍者。ユキの祖父に育てられた。ユキと結婚するが自由ではなくなるのが嫌で1人で旅立つ。だが、彼女のことが嫌いというわけではない。ピエトロのことを「ピエタロウ」と呼ぶ。得意武器はグローブで剣も装備できる。
『ポポロクロイス物語II』でも彼は出てくるが仲間にはできない。
ユキ
声：皆口裕子
登場作品：『ロ』
ムサシの妻。忍者の頭領の孫娘。何も言わずにいなくなったムサシを追っていたが後に傭兵となる。得意武器は剣でグローブも装備できる。
ゼノン
声：辻村真人
登場作品：『ロ』
ピエトロが集めたパーツによって組み立てられたロボット。魔法や武器は一切使えないが専用必殺技が多い。
タモタモ
声：千葉繁
登場作品：『ロ』
「夢の続き」にて、夢の王家の洞窟へ最深部の「一番強いヤツ」を倒すためドンとゴンと共に挑んだ謎の人物。仮面をかぶり素顔は見られない。武器は槍と杖。またほとんどの魔法を使え、呪魔法や謎魔法なども使いこなす。

### ポポロクロイス物語II
バスカル
声：沢木郁也（II）
登場作品：『II』『ピ』
王位継承の儀式のときにピエトロの前に現れ、本当の王の宝について問いかけた人物。『ポポローグ』で登場した大魔法使いバスカルと同一人物なのかどうかは明かされていない。冒険の途中で時折ピエトロの夢に現れ、謎めいた言葉を残す。物語の最後にその正体が明かされることになる。
ウルスラ
声：玉川紗己子（II）
登場作品：『II』『ピ』
パーセラの近くの地中に住み、ポポロクロイス王国一帯を守護していた大地の竜。ナグロに偶然巣を発見され、子供たちを守るためとはいえナグロたちを威嚇したことでパーセラに騒動が巻き起こる。その後、竜の国の手がかりをつかもうとするボクシーの策略にはまり、ピエトロの手で討たれる。死後、老竜神とピエトロの前に現れ、事情を説明したことでピエトロたちは老竜神に許された。
7匹の子竜
登場作品：『II』『ピ』
ウルスラの子供たち。ウルスラの死後、その卵は持ち帰られ、以後ギルダの館で育てられている。『はじまりの冒険』以降は成長し、全員竜の国に戻ったらしい。
それぞれ鳴き声から、ガボ、パオ、カウ、マウ、ハウ、チャウ、クオと名付けられた。ガボのみパーティーに加わる。
ギルバート
声：大西健晴（II）
登場作品：『II』『ピ』
竜族の青年。気が弱く、おどおどした性格をしている。ボクシーによってマンセルの温泉洞窟に捕らわれていたが、どんな困難にも立ち向かおうとするピエトロの姿を見て勇気づけられ、力を貸してくれるようになる。竜族の中でも最速クラスの飛行速度が自慢で、ピエトロたちを目的地に運んでくれる。
老竜神
声：飯塚昭三
登場作品：『II』『ピ』
竜族を統べる王にして、サニアの父親。本名はアンドレイオス。実の孫に向かって命を差し出すよう告げるなど冷徹な面もあるが、王としての責務から離れると子煩悩でやさしいおじいちゃんという側面も見せる。後に竜族の石版を狙うマイラと対決し、彼女を圧倒するが、娘サニアに乗り移っていたため、脳裏に若かりし頃のサニアの姿が浮かび、とどめを刺すのを躊躇った隙を突かれて敗北。孫のピエトロから「おじいちゃん」と呼ばれることを非常に気に入っているようである。ピノンは曾孫にあたるが、まだ会ったことはない模様。
ワルツ国王
声：長島雄一（II）
登場作品：『II』『ピ』
ロマーナ城の王様でジルバの父親。娘のことを溺愛しており、ジルバの無理なお願いでも何でも聞いてしまう。部屋にはジルバの大きい肖像画を飾っている。
鋼鉄魔王
声：大塚明夫（II）
登場作品：『II』『ピ』
ガミガミ魔王が変装していた時の姿。城下町に人がいないという理由からポレポレ村の住人をさらい、ナルシアに似ているという理由からジルバをさらっていた。見た目は巨大な継ぎ接ぎだらけのロボットだが、戦闘では頭が分離して戦う。なお、ガミガミ魔王としての証拠を大量に飾っているので、カイは薄々気づいていたがピエトロは最後まで気づいていなかった。
バブー
声：水田わさび
登場作品：『II』『ピ』
フンバフンバ村付近のザンバ沼に住んでいる巨大な恐竜。他の動物と仲良く暮らしていたが、背中に悪臭を撒き散らす植物、クッサーが根を張って以来、動物たちに逃げられてしまった。
大神ユリウス
声：沢木郁也（II）
登場作品：『II』『ピ』
神々を統べる神族の王。かつて娘であるマイラを神々の国から追放したが、娘の罪を許せなかったことへの罰として、またカオスがそんな自分の心へ入り込まないようにするため、自ら石になった。マイラの呪いで昏睡状態になったピエトロを助けるためにやって来たナルシアにマイラの呪いを解く「ユリウスの葉」を託す。
レムリア大陸を封印し、マイラを救ってくれたお礼にピエトロの願いを叶える。
クスカ
声：西村知道
登場作品：『II』
ピピカ村の領主。旅人に風呂やご馳走を振舞うが、実際はスープの風呂で下味をつけ、お腹いっぱいになった旅人を喰っていた。正体はボクシーのペット。
レオナの父親
登場作品：『II』『ピ』
北の山でレオナと共に暮らす男性。レオナにはオヤジと呼ばれている。自身にはこれといった特別な能力はないが、動物と話す能力をもつレオナの母とともに迫害から逃れるため、人里離れた妖精の森の近くに居を構えた。だらしのない面もあるが、誰よりも娘の幸せを願い成長を見守る優くも厳しい父親である。
オオフクロウ
登場作品：『II』『ピ』
言葉を話すことのできる大きなフクロウ。レオナの家の近くに住んでおり、母親を亡くしたレオナの母親代わりとして接する。以前レオナがズールらの手にかかった時に救ってあげられなかったことをずっと後悔している。物語では、ナルシアを探して妖精の森へ入ろうとするピエトロたちの道案内を申し出てくれる。ナルシアの素性を知っているような素振りを見せる。
ロシモフ
登場作品：『II』『ピ』
妖精の森に住む巨木。妖精の森に住む他の生き物と同様に話すことができるだけでなく、歩くこともできる。ジルバいわく「非常識な木」。その大きな体のあちらこちらには、小鳥たちが巣を作っている。
妖精王メディア
声：玉川紗己子（II）
登場作品：『II』『ピ』
森の妖精族を統べる女王。生まれたばかりの娘と生き別れた過去をもつ。生命の秘法を修め、転生の儀式を会得したただ一人の存在と言われている。ガープの策略にはまって瀕死の重傷を負う。
ルンバ王妃
声：横尾まり（II）
登場作品：『II』『ピ』
ロマーナ国のお妃にしてジルバの母親。ワルツ国王とは対照的に、彼女に一人前になってもらうためにかなり厳しく接している。そのため、ジルバから恐れられている。しかし若いころの彼女はジルバそっくりの娘だった。
旭日龍宮天政位大帝武者小路助六（きょくじつ りゅうぐう てんせいい たいてい むしゃのこうじ すけろく）
登場作品：『II』『ピ』
日の国の領主で、家来からは殿と呼ばれている。内外の問題そっちのけで遊び呆けている。自分の思い通りにならないことを何よりも嫌い、意に沿わない人物は容赦なく投獄する。

#### 古の勇者
エスペランサ
声：大塚明夫（II）
登場作品：『II』『ピ』
ポポロクロイス城の絵に封印されている古の勇者。実は、老竜神アンドレイオスの弟。巨大な竜の姿をしており、古の勇者の中では一番の攻撃力と防御力を持つ。魔導竜という魔法の力を持つ竜であり、人間の姿になることもできる。
カルラ
声：長嶝高士（II）
登場作品：『I』『II』『ピ』
フローネルの森の奥にあるウラノス広場に封印されている古の勇者。鳥の姿をしており、『ポポロクロイス物語』でも同じ姿・名前のモンスターが登場している（少なくとも『ポポロクロイス物語』中の永遠の番人の館で登場するカルラとは同一人物であることが明かされている）。古の勇者の中でただ一人、彼だけはガボの正体に最後まで気づかなかったようである。かつてはラダック仙人に弟子入りしていた。
ブルンバブン
声：塩屋浩三（II）
登場作品：『II』『ピ』
ブリオニアの書物に封印されている古の勇者。半魚人のような姿をしており、関西弁で話す。水を操る。
全体に水属性ダメージを3ヒットさせる「ビッグウェーブ」が、ある装備品をつけておかないと瀕死もしくは即死してしまうほど強烈であり、全員無対策であれば開戦直後に即全滅もありうる。
ガボに呼ばれた際に放つ技は上記の技だがその合計ダメージ数がキングナイトをも上回るほどの威力がある。
モノケロース
登場作品：『II』『ピ』
ロマーナ城のステンドガラスに封印されている古の勇者。ユニコーンの姿をしており、古の勇者の中で唯一回復系の特技を使用する。物静かな性格で、口数が少ない。
戦闘時は通常攻撃しかしてこないためジルバのとある技でダメージを受けずに撃破することが可能。
カボに呼ばれた際には味方全体を蘇生・完全回復し、ステータスアップの補助をかける。
マルコシアス
登場作品：『II』『ピ』
妖精の森の奥地に封印されている古の勇者。ルーベンの森の守護を妖精王メディアから頼まれている。翼が生えた狼の姿をしており、雄たけびで全体攻撃を仕掛けてくる。なお、打倒後にガボの特技として使用した場合は効果が異なり、敵全体への状態異常付加となる。
キングナイト
声：大友龍三郎（II）
登場作品：『II』『ピ』
レムリア大陸のミュージアムに掛けられたタペストリーに封印されている古の勇者。白騎士が追い求めている伝説の剣の所持者。古の勇者の中でずば抜けて実力が高く、ガボたちを相手にする時も小指1本で剣を振るっていたらしい。ガボの言葉が通じなかったり、自分の名前をうっかり名乗り忘れるなど少し抜けた一面も持ち合わせている。
名乗る際に白騎士がパーティ内にいると白騎士が反応する。
『ポポロクロニクル』でその来歴が判明。人間であった頃の名前はカイン。生まれながらに凄まじい剣気を持つ剣の達人であり、最強の剣を極める道を選ぶ。北東の果ての山の剣神に弟子入りし、修行の果てに師である剣神をも超える最強の剣士となるが、最強の剣士となった事でこの世の目標を失ったカインの心に闇の意思が忍びより、やがて自らの力を試すために神々に挑戦を始めるようになった。様々な神々と戦うが、史上最強の剣士となったカインにはどんな神も全く敵わず、次第に神族にすらその力を恐れられるようになる。カインの力を恐れた神々の嘆願を受けた大神ユリウスは一計を案じ、カインに世界最強の剣士の証としてデュオンと星々の力を秘めた最強の剣《極星の剣》を与えた。カインは喜んで受け取ったが、これこそが大神ユリウスの仕掛けた罠であり、《極星の剣》を手にしたカインは黄金の甲冑に身を包まれ、最強の騎士キングナイトとして《極星の剣》に封印されてしまった（《極星の剣》を持つ者は、その力を勝手に振るえぬよう古のデュオンと神々が交わした盟約により剣にその身を封じられてしまう）。
キングナイトとなったカインは、剣を引き抜かれる事で封印から解放されるが、その見返りに剣を引き抜いた者の指名する王に従わなければならない宿命を負うことになった。

### ポポロクロイス牧場物語

#### 妖精
泉の妖精
声：島本須美
フローネルの森の泉に住んでいる妖精。ピエトロとは仲が良い。
コニー
声：川田妙子
光のガラリエルに仕える「ガラリ妖精」の見習い。明るく前向きな性格で、ピエトロの冒険をサポートする。
エリリス
声：國府田マリ子
ウルバン地方の「静かなる森の牧場」を守る紫色の妖精で、妖精四天王の一人。中性的な口調で喋る。
ロマリア
声：西原久美子
ズズールの地方の「優しき地熱の牧場」を司る赤色の妖精で、妖精四天王。喋りだすと止まらない。
フォートリエ
声：杉山佳寿子
コルダン地方の「誇り高き風の牧場」を司る緑色の妖精で、妖精四天王。年期の入った喋り方をする。
セドナ
声：折笠富美子
ガラリス地方の「大いなる天空の牧場」を司る青色の妖精で、妖精四天王。敬語で話す。

#### 女の子たち
エミリア
声：斎藤千和
ランプリング集落に父と共に住む男勝りな女の子。赤い髪をポニーテールにしている。鉱石を採掘するのが趣味。
レイラ
声：能登麻美子
マシュー村に父と共に住む純粋な性格の女の子。ピンク色のコートを着ている。
クローディア
声：加藤英美里
ゾウン集落に住む女の子。麦わら帽子を被り、眼鏡をかけた女の子。大人しく真面目な性格で、大きな町で勉強するのが夢。
リリー
声：水沢史絵
コルダンの町に住む女の子。天真爛漫な性格で、虫が大好き。
アイリス
声：田村ゆかり
ガラリス城下町に住む女の子。科学者のような格好をしており、気が強い性格。実験とネコが大好き。

#### その他
メイロン
声：松岡洋子
マシュー村の村長。ルー、ニノ兄弟とは顔なじみだが、少し頑固な面があり、最初はピエトロを信用していない。
ブラックバロン
声：玄田哲章
ガミガミ魔王の手下。語尾に「ですぞ」をつける。漫画版では怪鳥を操り知恵の王冠を奪還するために魔王城に向かうピエトロと白騎士を阻もうとする。
トリクシー
声：ゆきのさつき
ガミガミ魔王の部下。感情を表に出さず、淡々とした口調で喋る女性。ドリルに並々ならぬこだわりを持つ。
マウリシオ
声：小林通孝
マウリシオ牧場の主で、マユリの父。ズーモに限りない愛情を注ぐ。
マユリ
声：福圓美里
マウリシオの娘。喋るのが遅いが、ズーモへの愛は父親譲り。
アントン
声：小杉十郎太
ズズール集落で妻子と共に暮らしている学者。
ベルク
声：檜山修之
コルダンの町長で、ガラリ王家の親衛隊長だった男の弟。町の発展に心血を注いでおり、黒獣の群れを一人で蹴散らすほどの実力を持つ。
パルメラに騙され黒獣化したが、ピエトロたちに助けられる。その罪悪感から街を離れていたが、闇の塔攻略の際、ピエトロたちに加勢しパルメラの黒獣を大砲で破壊した。その後はコルダンに戻るが、いつか行方知れずとなったイスカスを探しに行くつもりでいる。
ミレイユ
声：阿澄佳奈
ベルクの娘。気の強い性格で、アンナとは仲が良い。
アンナ
声：中原麻衣
コルダンの住む少女。ゴメルの妹。町にある錆びた騎士像に何かを感じており、いつも祈りを捧げている。
キジェ
声：江原正士
コルダン地方の外れにある家でいつも飲んだくれている男。ベルク、イスカスとは昔馴染み。
イスカス
声：小西克幸
闇の塔の牢屋に囚われている謎の男。その正体は、ガラリ王の弟。
十数年前、マルメラに心を奪われ、光のガラリエルを切り倒したことから、ガラリスの異変を招いてしまった。その後、闇の塔に囚われ、塔を脱出するピエトロに手紙を託した。
第6章で、甥であるルーファス（ルー）と再会するが、闇の塔の根幹を支える闇の根を「ひかりのゆび」で破壊し、行方知れずとなる。

### はじまりの冒険
風の精霊
声：川村万梨阿
風の聖域に存在する精霊。ハイテンションで騒がしくピノンの周りを飛び回る。「はにゃ〜」が口癖。元の姿に戻ると、登場したときとは裏腹に大人びた女性になる。
アニメ版での愛称はヒラリンで、人間界ではムササビのような姿になる。
炎の精霊
声：鈴木琢磨
炎の聖域に存在する精霊。三人の精霊のなかで唯一の男性。ノリのいい性格で、時代劇のような立ち振る舞いをしながら、自分のことを正義の仕置き人と名乗っている。元の姿に戻ると、厳格な人物になる。
アニメ版での愛称はボウボウで、人間界では鶏のような姿になる。
水の精霊
声：根谷美智子（は）、前田ゆきえ（03）
水の聖域に存在する精霊。少しオドオドして気が弱そうな振る舞いをする。「なの」という語尾をつけている。元の姿になると優しそうな女性になる。
アニメ版での愛称はチャッピで、人間界では両生類のような姿になる。

### 月の掟の冒険
アイナ
声：よのひかり
ダカート号の乗組員。11歳で、猫のような姿をしている。マルコを気に入っている。ガストンと共に機関士を担当。
ドノバン
声：長嶝高士（月）、宮澤正（03）
ダカート号の船長。かつては海賊として世界中の海を荒らし「キャプテン・ドノバン」と呼ばれ恐れられていたが、ハーピエルに襲われていた所をエレナに救出され、海賊を廃業した過去を持つ。エレナのドレス姿を見て気絶したり、彼女から優しい言葉をかけられてデレデレするなど、エレナに好意を抱いている様子。
ガストン
声：不明（月）、岩崎ひろし（03）
ダカート号の機関長。アイナの祖父。
グーリー
声：長嶝高士
ダカート号の甲板長。ドノバンの次に偉い。
カーティス
声：松山鷹志
ダカート号の航海士。
エドガー
声：鈴木琢磨（03）、不明（月）
ダカート号の操舵手。常に酔っ払っている。
ランバート
声：不明（03）、中田雅之（月）
ダカート号の船医。
ベル
声：西宏子
ダカート号の乗組員である中年女性。調理場を担当している。ゲーム版では食料を勝手に食べたマルコに手伝いをさせる。
ダイク
声：石川ひろあき（月）、大西健晴（03）
ダカート号の乗組員。ゲーム版では武器や道具を仕入れ、販売をしている。
ビリー
声：水島大宙
ダカート号の乗組員。
トード
声：松山鷹志
ダカート号の乗組員。語尾に「ネー」をつけるのが口癖で、声が小さく、口数も少ない。悪いことが起きる予感がすると、小鼻がピクピクするらしい。
サンバ
声：不明（03）
レムナスの歴代船長の一人。屈強な体格をしており、拳を武器に戦う。
シンバ
声：不明（月）、谷昌樹（03）
レムナスの歴代船長の一人。モンバの先祖。ゲーム版では釣り竿を武器に戦う。

## 敵対勢力

### ポポロクロイス物語
氷の魔王
声：中嶋聡彦（I）
北の大地を領土とする魔王。ピエトロが生まれた年にポポロクロイス王国へ攻め込み、町全体を氷に閉ざしたが、サニアによって闇の世界に追いやられる。その後サニアによって10年間魔王の星に封印され続けていたが、配下の四天王によって解放され、世界を死と静寂に包むべく再びポポロクロイス王国を襲う。ピエトロの竜の力で再び倒されたと思われたが、わずかに残った肉体を寄せ集めて二度目の復活を果たす。第一形態は氷の塊のような姿で、四天王の技を使いこなす。第二形態は人型になり、強力な単体、全体攻撃を駆使する。
ヤブー
氷の魔王に仕える四天王の一人。通称「南のヤブー」。四天王のリーダーとして活動し、度々ピエトロたちの前に現れて謎めく言葉を残し、行く手を妨害してくる。強力な全体攻撃を駆使してピエトロたちの前に立ちはだかる。リーダーにして高位の存在でもあるらしく、他の四天王からは様付けで呼ばれ敬語も使われている。
ゾルダン
氷の魔王に仕える四天王の一人。通称「北のゾルダン」。口癖は「きききっ」。四天王の中では唯一戦闘時に竜のような姿に変身する。味方全員を混乱させる特殊攻撃を使い、その上で手痛い打撃、ブレス攻撃で攻めてくる厄介な戦法をとる。
ドルン
氷の魔王に仕える四天王の一人。通称「西のドルン」。口数が非常に少ない。氷の魔王が封印されている封印の塔で戦うことになる。一見パワータイプに見えるが、強力な全体攻撃魔法を使う上に、四天王で唯一回復魔法も使い、ガッツも補充したりと戦術に抜かりが無い。
カウパ
氷の魔王に仕える四天王の一人。通称「東のカウパ」。冒険を通して二度戦うことになる。直接攻撃がかわされやすく、魔法も効きづらい。炎系の魔法を駆使して襲ってくる。

### ポポローグ
夢幻魔王イド / ナイトメア
声：園部啓一
登場作品：『ロ』
王家の洞窟の最下層に封印されていた魔王で、今回の事件の元凶。幼い頃パウロが封印を解いてしまい、本人もそのことを忘れかけていた頃に、王家の洞窟をポポロクロイス城とタキネン村ごと夢幻フィールドに閉じ込めた。元々は人々に悪夢を見せて楽しむ小さな妖魔ナイトメアが、人々の悪夢の力を喰らうことで夢幻魔王と呼ばれるほどの力を持つに至った。ナイトメアの姿でピエトロの夢の中で何度も警告をし、挑発をしている。また、人の夢を眺めることが好きで、それを見ては楽しんだりもする。憎悪、恐怖、欲望、怠惰と言った人間の負の感情の夢を集め力を蓄えている。クリア後の夢の王家の洞窟の最深部にもイドがいるが、イド本人なのかは定かではない。
ミーソス
登場作品：『ロ』
通称「憎悪のミーソス」。コロモックのはずれにあるピラミッドを住処とする、無数の目玉を体中に生やしている不気味な姿の魔物。コロモックから水を奪い、二つの種族を争わせることによって憎しみの夢を見て楽しんでいる。また、人間の姿に化けてソシムと名乗り、ピエトロたちをピラミッドまで誘導しようとする。自分を憎ませることすらミーソスにとっては快感であるらしい。
デイモス
声：前内孝文（ナ）
登場作品：『ロ』『ナ』
通称「恐怖のデイモス」。幽霊城に巣食う死神のような魔物。自らの名前を使ったデイモス教の教祖デイモスと名乗って人々を恐怖に陥れ、恐怖の夢を見ている。また、ピエトロの前に現れた時もピエトロと同じ姿をし、心惑わすような言動をしてくる。
オレクシス
登場作品：『ロ』
通称「欲望のオレクシス」。黄金と死の迷宮の最下層に巣食うドラゴンのような魔物。財宝を目的とした冒険者を迷宮におびき寄せて喰らっている。また、自らもガバスに赴き大富豪ゼニコビッチに成りすまして財宝を奪うことがある。
アルゴス
登場作品：『ロ』
通称「怠惰のアルゴス」。天空城に巣食う太った猫のような魔物。名前どおり動くことを面倒くさがり、常に寝転がっていて自分では動こうとしないが、それに見合うだけの実力を兼ね揃えている。かつて、ボリスを天空城から追い出し、城の者たちや城をお菓子にした張本人でもある。

### ポポロクロイス物語II
マイラ
声：横尾まり
かつては神々の国に住んでいた美の女神で、大神ユリウスの娘。その名に恥じない美貌だったが、自分の美に執着して他者を迫害していた。そのためユリウスによって神としての立場を追われ、下半身が蛇になり蝙蝠の羽が生えた醜い姿に変えられる。その後、レムリア大陸に神殿を移動させ、部下を利用して四つの種族の石版を奪い、闇の意志バルバランの力を解き放とうと暗躍。その力によって自分の美貌を取り戻そうとする。バルバランを解き放つことには成功したものの、力が暴走し巨大化してしまう。PSP版『ピエトロ王子の冒険』では終盤の展開に変更があり、バルバランの力を用いて本来の姿に戻ることに成功する。しかし直後に力の暴走によって苦しむこととなり、「マイラを救ってやってほしい」というユリウスの願いを汲んだピエトロに手を添えられると、その優しさに触れたことで良心を取り戻した。そして自らが犯した罪の償いとしてバルバランの依代となっている自らの心臓を倒すようにとピエトロに助言を与えた。
ボクシー
声：水田わさび
マイラのしもべの一人。小さな背丈で薄気味悪い顔をしている。自分は頭がいいといっているが、どこか一つ抜けている。様々な姿に変身することが可能だが、あまり変身しすぎると元の姿へ戻れなくなってしまうこともある。竜族の石版を奪うため、ピエトロに大地の竜ウルスラを殺させ、その魂を追うことで竜の国へ行こうとしたが失敗。その後も度々ピエトロたちの前に現れ、ペットの「ザード」や「クスカ王」を放つなどして妨害する。一人称は「ミー」、口癖は「ん、んっ〜」と語尾に「なのね」。
マイラのしもべの中で最後まで生き残り、マイラ神殿の奥で四本足の獣のような姿に変身してピエトロに再戦するが敗北。最後はマイラに助けを請うが、マイラの手によって用済みな「道具」と見なされて処刑された。
ズール
声：長嶝高士
マイラのしもべの一人。小太りな外見で、ズールサーカス団の団長としてピエトロたちの前に現れる。色々な町を転々とし、サーカスを開きながら裏で子供たちをさらっていた。さらった子供はゴブリンに変え、コトリコ島に送り込んで発掘作業に従事させている。戦闘では蜘蛛のような姿になる。口癖は「キキー」と語尾に「げす」。
ゴーグ
声：大友龍三郎
マイラのしもべの一人。フランケンシュタインのような風体をしている。動作やしゃべり方がのろく、頭も非常に悪いが、力だけは自信がある。
口下手で感情表現に不器用な面が目立つ。最期にはマイラへの密かな想いをつぶやきながら散っていった。
ガープ
声：鈴木れい子
マイラのしもべの一人。老婆のような風体をしている。コトリコ島の発掘の指揮を任されている。しもべの中でも特に冷酷かつ狡猾な性格で、言葉巧みに人の感情へ付け入ることが得意。ナルシアを騙して妖精城に潜入し、妖精王メディアを倒して妖精族の石版を奪いマイラに献上する。戦闘時は鳥のような姿になり、「メタモルフォーゼ」を使って仲間の一人に変身し、襲い掛かってくる。

### ピエトロ王子の冒険
闇の獅子王
声 - 西村知道
オリジナルストーリー「闇の獅子王編」に登場。
パウロがマイラに心の隙を衝かれ闇に染まってしまった姿。漆黒の鎧に身を包み、獅子王として全盛期だった頃の実力を兼ね備えている。マイラの命令によりピエトロたちの敵として立ちふさがる。

### ポポロクロイス牧場物語
グリフォト
声：斎賀みつき
あらゆる生命を喰らい尽くす邪悪な存在。
マルメラ
声：井上麻里奈
ガラリランドから来訪した外交官。黒獣の対策手段を伝えるためにポポロクロイスにやって来たが、実は闇のグリフォトの手先で、ポポロクロイスを侵略しようと企んでおり、ピエトロを騙して彼をガラリランドに転送する。
パルメラ
声 - 佐藤利奈
マルメラの妹。黒獣の実験、製造に情熱を注ぎ、最強の黒獣の素体としてピエトロを狙う。
デュー
声 - 吉野裕行
マルメラの弟。プライドが高くワガママな性格で、自らを「闇のプリンス」と名乗る。機械の改造を得意とする。

### はじまりの冒険
ヤズム
声：若本規夫（は）、中田和宏（03）
ファントネシアの聖域を闇の力で支配した闇の精霊。ポポロクロイス全域を闇で覆い支配しようとした。まだ、ファントネシアから人間界に出ることができないらしく、一度人間界に出てきたときも中途半端だった。光の力が強くなればなるほど力を増し、光の力で彼を倒すことはできない。精霊であるため月の支配から逃れられず、月の力が無いと倒せない。元々は人間でアヴァロニアの騎士であり、仕えていた王家を裏切り闇の勢力に与した裏切り者。アヴァロニア王家の末裔を利用して、最強の騎士キングナイトの力を手に入れようと企んだが、失敗し激怒した女神マイラによって名も無き闇の精霊に変えられ闇の世界に落とされる。その後、闇の妖精王ゼフィスに見出され、闇の精霊ヤズムとして復活しゼフィスの尖兵となる。

### 月の掟の冒険
セレーネ
声：篠原恵美
ルナの母親であり海の妖精王。本来は優しい母親だが、些細なことでルナと喧嘩別れをし、その心の隙をつかれゼフィスに操られる。ゼフィス復活後は月の掟から開放され、陸に上がれるようになり、ゼフィスを封印するためにいさごの神殿で月の掟を再び発動させようとする。ピノンたちによって肉体を滅ぼされ、魂のみが残ったゼフィスに再び操られそうになるが、月のしずくを砕いてゼフィスを滅ぼし、砂になった。
アニメではピノンたちに救出された後、共にゼフィスに立ち向かう。ゼフィスとの最終決戦で月の掟を発動させ、ルナに未来を託しながら砂になった。
ゼフィス
声：唐沢潤
闇の妖精王。かつて妖精族しかいなかった時代の森の妖精王で、竜族や人間族の出現を快く思わず闇の力で滅ぼそうとして神々の怒りに触れ、肉体を森と海の半身に分けられそれぞれいさごとうたかたの神殿に、魂を化石島に封印された。妖精たちが森と海に分けられ、互いに干渉できない「月の掟」が定められるきっかけとなった張本人。現在は魂のみが動いており、セレーネに取り付きながら自分の肉体の復活を企んでいる。復活に必要な月の雫を欲しているが、パーニャの勘違いとはいえピノンたちが間違えて黄金の鍵を手にしたためポポロクロイスの住人を石化させる。
パーニャ
声：金田朋子
ゼフィスに仕える森の妖精。闇の力を得て、さまざまなものに変身できる能力を身につけている。サボーに変身してピノンに月の掟を破るアイテムを取りに行かせたりするが、月の雫を黄金の鍵と間違えるなどどこか抜けている。口癖は「ぼくちゃん」「なのね」。ゼフィスの部下のなかで唯一、最後まで生き残ったが、ゼフィスが倒されたことにより変身の能力を失う。
アニメでも唯一生き残ったが、変身能力は失われていない。ゼフィスが倒された後はちゃっかりピノンたちの仲間に入ったようで、最終回ではピノンたちと花畑で遊んでいる。
ガウデ
声：楠大典（子供時代 - 田村聖子〈月〉、白石涼子〈03〉)
ゼフィスに仕える海の妖精。月の掟によって母親を亡くした過去があり、月の掟を破るゼフィスの目的に合意し仲間になる。戦闘の時は生身では陸に上がれないので、巨大な蟹の兵器を用いて襲ってくる。
月の雫を取り返そうとパーニャを追うピノンたちの前に現れて彼らと交戦し、敗北するが後をつけられないようにダカート号を破壊する。化石島で再戦するが再び敗北し、母親を助けたいと願うマルコに月の雫を託して砂になる。
アニメでは化石島での戦いで敗北した後、母親を助けたいと叫ぶマルコの姿が幼き日の自分と重なり、滝から転落しかけていたマルコとピノンを救出。自身は亡き母親を想いながら、そのまま蟹の兵器ごと滝から転落して死亡した。
パティルーサ
声：前田ゆきえ
ゼフィスに仕える森の妖精。神の船レムナスの破壊とピノンたちを倒すことを目的に騙し、最終的に襲ってくる。巨大モンスター・ゴルゴラードと共に攻撃を仕掛けてくる。
サンデア
声：松山鷹志（03）
巨大な鮟鱇の形をしたモンスター。ゼフィスの命令により浮遊島にハーピエルを仕掛け妨害する。自分自身の肉体に誇りを持っており、「貧弱」と言われると怒る。本体は貧相な体をした海の妖精。ピノンたちに敗北し、ガミガミ魔王に投げ飛ばされてしまった。
アニメ版ではクロコネシアに向かう途中のピノンたちに奇襲をしかけるが体内の弱点を突かれ、鮟鱇の身体を破壊されどこかに去っていく。

## アニメ版オリジナルキャラクター

### ポポロクロイス物語
ヒュウ
声：宮島依里
時空の裂け目からポポロクロイス王国にやってきた「風族」の少女。人一倍寂しがり屋であるが、自分が風族であることを意識しすぎるため自分の気持ちに素直になれず、つい強がってしまう。ピエトロたちと交流を持つことで1人でいることの寂しさに気付いてしまい、その寂しさを埋めるため周りを振り回すようになってしまう。体を張って自分を助けようとしたピエトロを気に入り、持ち前の気の強さで積極的にアプローチをかけてくる。
ストン
声：内田岳志
時空の裂け目からヒュウと一緒にやってきたヒュウのお供で、巨大化すると痩せ型の人間の姿になり、風を操ったり嵐を起こしたりすることができる。ピエトロのせいでヒュウが風族の世界へ帰ろうとしないため、ピエトロを目の仇にする。日頃のヒュウのわがままに嫌気が差していて、チャンスがあればヒュウのもとから去りたいと思っている。人族を蔑視する傾向が強い。
サンダ
声：長嶝高士
ストンと同じく時空の裂け目からヒュウと一緒にやってきたヒュウのお供。食いしん坊で、ストンとはコンビ的な存在。普段は控え目でおとなしい性格だが、巨大化すると肥満体型の人間の姿になり、雷を操れるようになると同時にストン同様積極的な性格になり、思ったことをズバズバ言うようになる。
シオン
声：鶴ひろみ
ガミガミ魔王に造られた人間型ロボット。正式名称は「ガミガミ・ザ・グレート・テンタ・シオン・1.5号」。ガミガミ魔王の命令に背いて城を出たことでガミガミの怒りを買い、デフロボに追われていた所をピエトロに助けられ、彼の仲間になり行動を共にするようになる。ストンに唆され、ピエトロを捕まえるために彼を騙していたが、最後はピエトロを守るために体内に内蔵されていた自爆装置を作動させ、壮絶な最期を遂げたと思われていたが、人知れず生存していた。

### ポポロクロイス
ウララ
声：伊藤美紀
ポポロクロイス城に仕える見習いの魔法使い。初期から、あまり外に出ようとしないピノンとは良き友人関係であるが、ピノンを実験台に魔法の特訓を重ねるなどなかなか過激な面も。ただ、魔法の上達はまだまだの模様。
サボーには自身のおっちょこちょいな面をよく注意されており、月の掟の冒険編でポポロクロイス住民が総じて石化してしまった際にも、サボーに叱られている真っ最中に石化してしまっていた。
コゴト王子
声：宮田幸季
ガミガミ魔王のお城に押しかけて、彼の養子となった少年。義父譲りの技術でさまざまなロボットを作り、世界征服を企む。人情に厚く、今一つ悪役になりきれないところまで義父同様。義父の敵がピエトロであるため、その息子であるピノンを一方的に敵と決めつけ、何かとちょっかいを出してくる。泳げないために、海（特に海中）が苦手。その名の通り、小言が多い。背が低いのを密かに気にしている。
プンプン王女
声：宍戸留美
ガミガミ魔王のお城に押しかけて、彼の養子となった少女。コゴト王子の妹。ピノンを初めて見たときに一目ぼれし、以後猛烈にアタックしてくる。同じくピノンに特別な感情を抱いているルナと対立することもしばしば。その名の通り、怒りっぽい。
ペペ＆ロリス＆ボム
声：松元恵（ペペ）、宮田幸季（ロリス）、山口眞弓（ボム）
城下町に暮らす仲良し3人組。眼鏡をかけた背の低い子がペペで、冒険を始めたピノンに炎の精霊石を譲る。ロリスは背が高くひょろっとしているが、見た目に合わずかなりの大食いで、ボムやマルコを押さえて早食い選手権で1位になったこともある。ボムは見た目通りの食いしんぼうで、パンを食べながら「こんなの食べてるうちに入らない」と言い放ったこともある。
ばあや
声：竹口安芸子
マリーナ城に仕える老齢の海の妖精。常にルナの身を案じており、ルナが城に戻った時は安堵して涙を浮かべた。その後レムナスに乗ったルナたちの前に現れ、城にいた海の妖精たちが全員闇の妖精と化してしまった事を伝えた。その時自身も闇の妖精になりかけており、闇の妖精になればルナを傷つけてしまうという思いから、ルナに別れを告げ、身体を海へ還した。

## 漫画版キャラクター
ピトン
妖精であるため、ウラノスを操縦することができる。ロキオンのもとへ向かおうとする白騎士をサポートした。
ロキオン
北の果ての巨人の鍛冶屋。折れてしまった白騎士の極星の剣を鍛え直した。